# Parkville, Victoria
Parkville là một vùng của thành phố Melbourne, bang Victoria, Úc, cách Khu trung tâm thành phố 3 km về phía bắc. Nó nằm trọn trong khu vực chính quyền địa phương (LGA) mang tên Thành phố Melbourne. Tại Tổng điều tra dân số năm 2011, Parkville có 6.193 cư dân sinh sống.
Một điểm đến thu hút du khách hàng đầu của vùng là Công viên Hoàng gia, một khuôn viên cây xanh rộng lớn tọa lạc ở phía tây của vùng. Nơi đây còn có Sở thú Melbourne và làng vận động viên Đại hội thể thao Liên Hiệp Anh 2006.
Parkville còn là trung tâm giáo dục, nghiên cứu và y tế quan trọng của toàn thành phố. Khuôn viên các trường đại học lớn như Đại học Melbourne, khoa Dược Đại học Monash, cùng nhiều bệnh viện như: Bệnh viện Hoàng gia Melbourne, Bệnh viện Phụ nữ Hoàng gia, Bệnh viện Nhi đồng Hoàng gia và Tập đoàn CSL đều nằm ở vùng này.
Do vị trí địa lý thuận lợi, tiếp giáp trung tâm thành phố và công viên, lại sở hữu nhiều con đường rợp bóng cây, nhiều công trình cổ thời Victoria và các dãy nhà liên kế nên giá bất động sản bình quân trong vùng cao hơn mặt bằng chung.

## Lịch sử

### Tên gọi
Chưa có một cứ liệu chắc chắn nào về nguồn gốc tên gọi của Parkville. Có nhiều giả thiết được đặt ra. Đầu tiên, người ta cho rằng Parkville bắt nguồn từ Công viên Hoàng gia án ngữ một phần lớn diện tích cua vùng. Trong tiếng Anh, park có nghĩa là công viên, ville là phố, khu phố. Thứ hai, Parkville có thể đặt theo tên của một ngôi nhà nằm trên Đường Flemington ở gần đó. Ngôi nhà này do ông bà Ryan, một trong những gia đình đầu tiên dọn đến ở trên con phố này sở hữu. Thứ ba, Parkville còn là tên của một con phố cũ dẫn vào căn nhà này. Cũng cần biết rằng cho tới nửa đầu thập niên 1870, địa danh Parkville chỉ là một khu phố nhỏ nằm trong địa hạt hành chính của vùng Carlton, còn phần lớn khuôn viên của vùng nằm trong phần giáp ranh giữa hai vùng Carlton và Hotham cũ (nay là North Melbourne). Đến tận sau năm 1875, tên gọi Park Ville mới dần trở nên thông dụng và được rút gọn như ngày nay.

### Hình thành các trường đại học
Cơ sở giáo dục lớn đầu tiên được thành lập tại Parkville chính là Viện Đại học Melbourne, năm 1853.
Năm 1861, bắt đầu chào bán nhà tại khu vực Parkville South.
Năm 1868, Công viên Hoàng gia nhường đất cho đô thị để xây thêm hai khu dân cư mới ở phía tây và phía bắc của vùng. Đó chính là đoạn tiếp giáp đường Royal Parade và đoạn giáp với đường Flemington với ga Flemington Bridge.
Thị trường nhà đất những năm 1870 và 1880 trở nên sôi động đặc biệt với nhiều căn hộ liên kết được xây dựng, thu hút một lượng đông đảo giới trung lưu về đây mua nhà.

### Giai đoạn thế chiến
Trong suốt hai cuộc Thế chiến, Công viên Hoàng gia được quân sự hóa. Trại Pell bên trong Công viên là nơi đóng quân của quân đội Mỹ trong Chiến tranh thế giới lần thứ hai.

Sau khi chiến tranh kết thúc, Bệnh viện Melbourne được dời về Parkville.

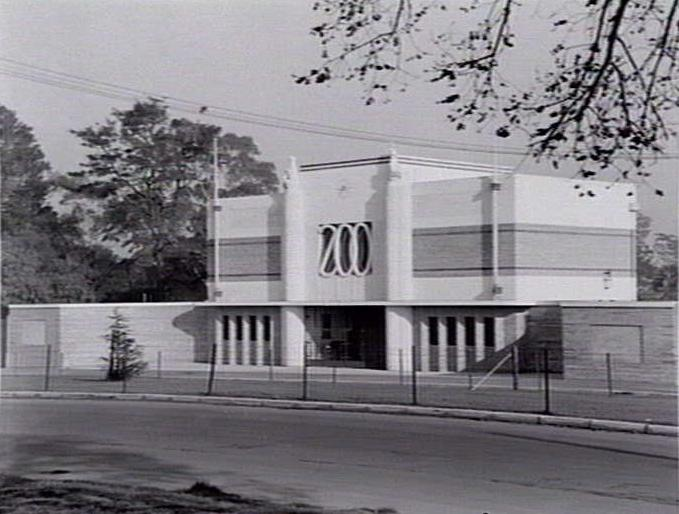
Sở thú Hoàng gia Melbourne năm 1940

Sau đó, trường Cao đẳng Dược Victoria cũng được dời về Đường Royal Parade trong vùng này, vào những năm 1960. Hậu thân của trường là khoa Dược Đại học Monash bây giờ.
Để chuẩn bị cho Đại hội Thể thao Khối Liên hiệp Anh năm 2006, một làng vận động viên dành cho đại hội đã được xây dựng trên phần đất cũ của Bệnh viện Tâm thần Royal Park. Sau khi sự kiện kết thúc, khu nhà được chào bán với tên gọi Parkville Gardens.

## Nhân khẩu
Theo kết quả Điều tra dân số năm 2011, có 57% cư dân của vùng sinh ra tại Úc. Các quê quán khác gồm có: Trung Quốc đại lục (5,7%), Malaysia (5,1%), Anh (3,3%), New Zealand (2,1%) và Singapore (1,7%).
Về ngôn ngữ, có 66,3% cư dân chỉ nói tiếng Anh. Các thứ tiếng khác được nói ở nhà là: tiếng Trung Quốc (7,8%), tiếng Quảng Đông (3,9%), tiếng Italia (1,6%), tiếng Mã Lai (1,2%) và tiếng Pháp (0,7%).

## Nhà cửa

## Cơ sở giáo dục
- Viện Đại học Melbourne và các ký túc xá của trường
- Trường Trung học Đại học
- Đại học Monash - học xá Parkville
- Trung tâm Đào tạo Thanh niên Turana
- Cao đẳng Truyền giáo và Giáo đoàn Ridley

## Cơ sở y tế
- Bệnh viện Hoàng gia Melbourne
- Bệnh viện Phụ nữ Hoàng gia
- Bệnh viện Nhi đồng Melbourne
- Viện Huyết thanh Thịnh vượng Chung
- Viện Nghiên cứu Y học Walter và Eliza Hall
- Viện Nghiên cứu Nhi đồng Murdoch
- Viện Dược học Monash, thuộc Đại học Monash.

## Giao thông

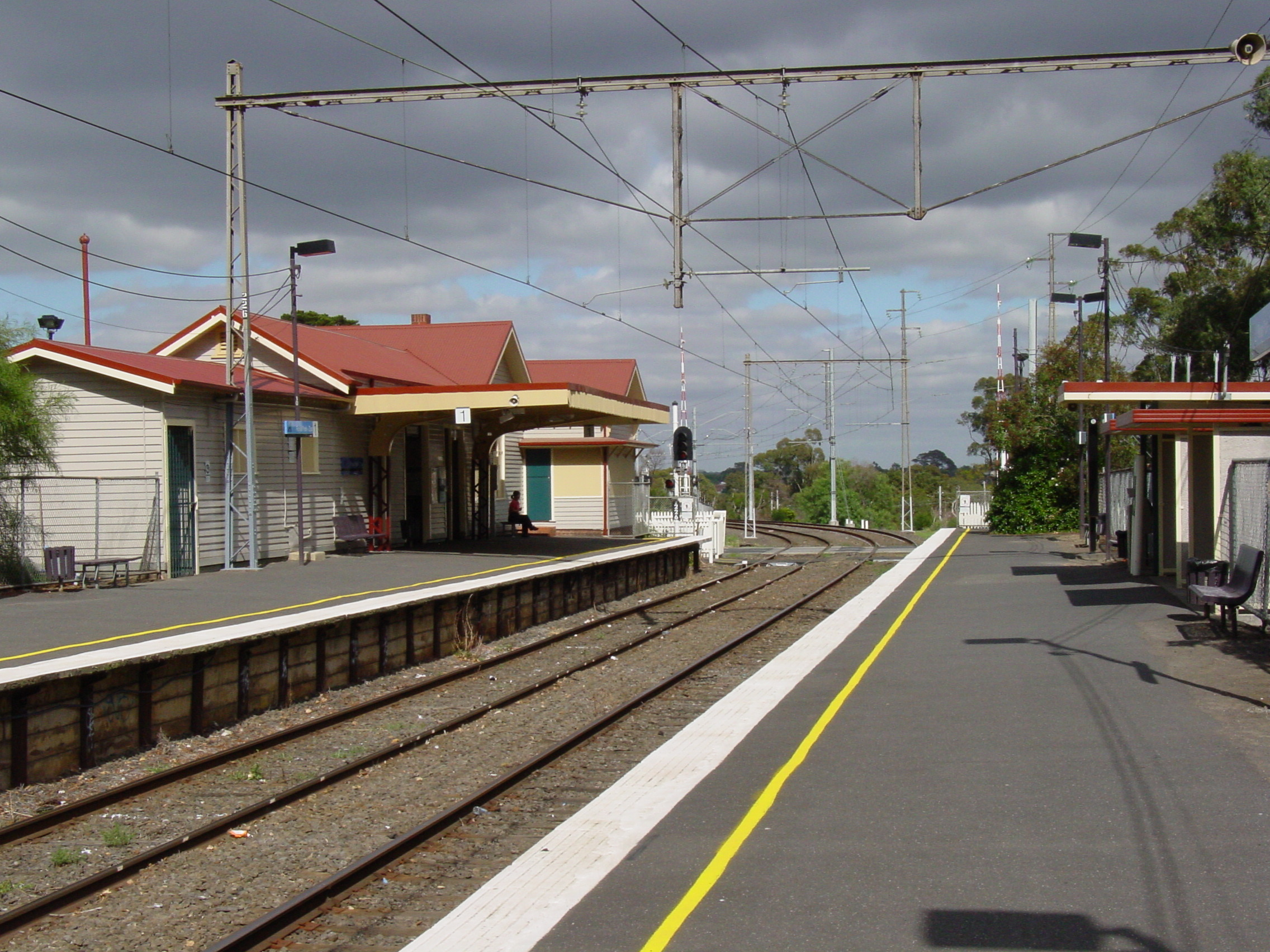
Royal Park railway station

Con đường trục giao thông của vùng là Phố Elizabeth nối dài thành đường Royal Parade và Xa lộ Hume hướng đi Sydney.
Ga tàu điện Royal Park là nhà ga metro chính ở Parkville, nằm ngay giữa Công viên Hoàng gia và ngay cạnh bên Sở thú. Nhà ga thuộc tuyến đường sắt đô thị Upfield do Metro Trains Melbourne vận hành. Theo dự kiến khi dự án hầm Melbourne Metro hoàn thành, một nhà ga ngầm mới mang tên Parkville sẽ đi vào sử dụng. Nhà ga dự kiến nằm gần Đại học Melbourne và Bệnh viện Hoàng gia.

## Công viên và không gian mở
Nếu không kể Đại học Melbourne thì Công viên Hoàng gia là khuôn viên xanh lớn nhất của toàn vùng. Công viên rộng 181 héc ta và là nơi đóng đô của Sở thú Melbourne.

## An ninh
Số liệu thống kê của Cảnh sát bang Victoria và điều tra của Cục Thống kê cho thấy, trong các năm 2006-2007, vùng Parkville có số vụ trộm cắp cao nhất toàn bang, với tỷ lệ 1 vụ trên 15 hộ gia đình.